# Новиков, Николай Сергеевич (связист)
Николай Сергеевич Новиков (1920, г. Орджоникидзе, Северо-Осетинская АССР — 1 декабря 1941) — гвардии сержант, линейный надсмотрщик 28-го отдельного батальона связи 1-й гвардейской мотострелковой дивизии.
Член ВЛКСМ
Призван на военную службу в 1940 году Орджоникидзевским РВК Сталинской области.

## Подвиг
1 декабря 1941 года под Наро-Фоминском Новиков был послан устранить обрыв на линии полевого телефона. Он нашёл перебитый взрывом провод и приступил к восстановлению линии, но был обнаружен и обстрелян немцами. Находясь под огнём и не имея времени должным образом срастить провод, он зажал его зачищенные концы в зубах, тем самым восстановив соединение, и отстреливался из личного оружия до самой смерти.
Похоронен в городе Наро-Фоминск Московская области.

## Награды
- Орден Ленина[1]

## Память
Подвиг Николая Новикова упомянут в мемуарах маршала связи И. Т. Пересыпкина.
Подвигу Н. С. Новикова посвящено стихотворение А. Суркова «Связист»..

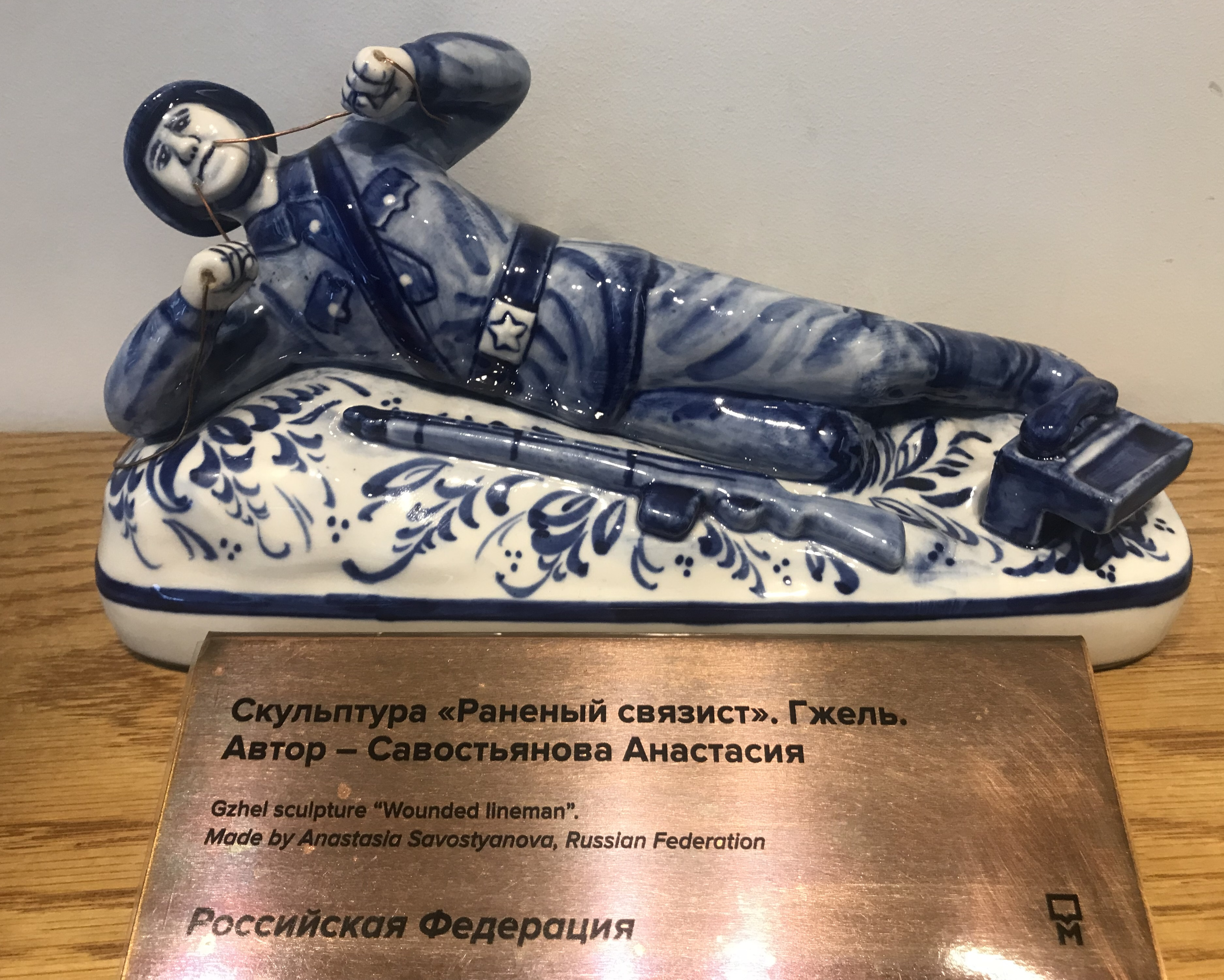
Гжельская статуэтка «Раненый связист». Экспонат Музея истории телефона.

В 1984 году Ростиславом Гореловым была нарисована картина «Подвиг связиста Николая Новикова».

### Сноски
1. 1 2 3  Наградной лист в электронном банке документов «Подвиг народа» (архивные материалы ЦАМО. Ф. 33. Оп. 682524. Д. 257. Л. 38).
2. ↑  Воробьев Е. З. …Такие люди в стране в советской есть! // Москва. Близко к сердцу : Страницы героической защиты города-героя, 1941—1942 : [арх. 7 ноября 2022]. — Политиздат. — М., 1986. — 479 с., 12 л. ил. — (Города-герои).
3. ↑  ЦАМО. Ф. 58. Оп. 818883. Д. 1125
4. 1 2  Пересыпкин, 1970.
5. ↑  Поэзия для солдатского сердца : На сайте Министерства обороны России опубликованы уникальные архивные документы о писателях – корреспондентах «Красной звезды», фронтовых и армейских газет. : [арх. 20 декабря 2021] // Красная звезда : газета. — 2020. — 13 июля.
6. ↑  «Подвиг связиста Николая Новикова» 1984 г. archivogram.top. Дата обращения: 10 ноября 2022. Архивировано 10 ноября 2022 года.